# NGC 903
NGC 903 ist eine linsenförmige Galaxie vom Hubble-Typ S0 im Sternbild Widder nördlich der Ekliptik. Sie ist schätzungsweise 230 Millionen Lichtjahre von der Milchstraße entfernt und hat einen Durchmesser von etwa 35.000 Lj.
Im selben Himmelsareal befinden sich u. a. die Galaxien NGC 904, NGC 915, NGC 916, NGC 919.
Das Objekt wurde am 13. Dezember 1884 von dem Astronomen Edouard Stephan mithilfe eines 80-cm-Teleskops entdeckt.